# Ensemble de Smith-Volterra-Cantor
En mathématiques, l'ensemble de Smith–Volterra–Cantor est un exemple d'ensemble de points de la droite réelle qui n'est nulle part dense (en particulier qui ne contient aucun intervalle) et qui est pourtant de mesure de Lebesgue positive. L'ensemble de Smith-Volterra-Cantor est baptisé d'après les mathématiciens Henry Smith, Vito Volterra et Georg Cantor.

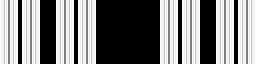
Après avoir retiré les intervalles noirs, les points ici en blanc forment un ensemble nulle part dense et de mesure de Lebesgue 1/2.

## Construction
De construction similaire à l'ensemble de Cantor, l'ensemble de Smith-Volterra-Cantor est construit en retirant itérativement des intervalles à l'intervalle unité [0, 1].
Le processus commence en retirant le quart médian de l'intervalle [0, 1]. L'ensemble résultat est donc
{\displaystyle \left[0,{\frac {3}{8}}\right]\cup \left[{\frac {5}{8}},1\right].}
Les étapes suivantes consistent à retirer des sous-intervalles de longueur 1/22n du milieu des 2n−1 intervalles restant. À la deuxième étape on retire donc (5/32, 7/32) et (25/32, 27/32) et l'ensemble résultat devient :
{\displaystyle \left[0,{\frac {5}{32}}\right]\cup \left[{\frac {7}{32}},{\frac {3}{8}}\right]\cup \left[{\frac {5}{8}},{\frac {25}{32}}\right]\cup \left[{\frac {27}{32}},1\right].}
Itérant cette règle à l'infini, l'ensemble de Smith–Volterra–Cantor est l'ensemble des points qui ne seront jamais retirés. L'image suivante illustre l'ensemble initial et cinq itérations.

## Propriétés
Par construction l'ensemble de Smith-Volterra-Cantor ne contient aucun intervalle. Durant le processus, on retire :
{\displaystyle \sum _{n=0}^{\infty }2^{n}(1/2^{2n+2})={\frac {1}{4}}+{\frac {1}{8}}+{\frac {1}{16}}+\cdots ={\frac {1}{2}}\,}
prouvant que l'ensemble des points restants est de mesure non nulle et égale à 1/2.
Généralisation : En retirant rn de chaque sous-intervalle restant à l'itération n, l'ensemble résiduel aura une mesure positive si et seulement si la somme des termes de la suite est inférieure à la mesure de l'intervalle initial.
- En conséquence, et bien que d'aspect fractal, la dimension de Hausdorff d'un tel ensemble aura dans tous les cas pour valeur 1.
- L'ensemble de Smith-Volterra-Cantor est utilisé dans la construction de la fonction de Volterra.
- C'est un exemple d'ensemble compact qui n'est pas mesurable au sens de Jordan.
- Sa fonction indicatrice est donc un exemple de fonction bornée sur [0, 1], de classe de Baire 1, et non intégrable au sens de Riemann.